# Битва за Болімов
Битва за Болімов (нім. Schlacht bei Humin) — невизначена за результатами битва між військами 9-ї армій генерала Августа фон Макензена Імперської армії Німеччини із застосуванням хімічної зброї проти російської імператорської 2-ї армії генерала Смирнова В. В. в районі Болімова на Східному фронті за часів Першої світової війни.

## Хід битви
31 січня 1915 року німецька та російська армії стояли в позиційній обороні західніше Варшави. Командувач німецької 9-ї армії генерал-полковник А. фон Макензен зважився на використання отруйних боєприпасів проти російських військ. Позиції 2-ї армії генерала Смирнова В. В. були обстріляні 18 000 150-мм артилерійських снарядів 12-T, заповненими ксілілбромідом. Однак через те, що температура повітря була лише –21 °C, цей газ не випаровувався, тому російські війська практично не зафіксували впливу хімічних речовин на своїх солдатів. Бачачи нерішучість німецьких військ, 11 російських дивізій 6-го армійського корпусу під командуванням генерала Василя Гурко перейшли в контратаку, однак вона була зупинена вогнем німецької артилерії.